# Simon Tuturop
Simon Tuturop (* in den 1950er Jahren in Fakfak, Westpapua) ist ein papuanischer politischer Aktivist für die Unabhängigkeit Westneuguineas (Westpapua) von Indonesien.
Er wurde wegen der Beteiligung an einer Zeremonie am 3. Juli 1982 in der Stadt Jayapura verhaftet, während der die Unabhängigkeit der Westneuguinea verkündet wurde. Diese Veranstaltung wurde von Indonesien’s Behörden für illegal erklärt, deshalb wurde er zu zwölf Jahren Haft verurteilt und in das Gefängnis der Stadt Kalisosok gebracht. Schon im Jahre 1989 wurde er entlassen. Gleich danach hat er sich für die Entlassung anderen politischen Gefangenen engagiert. Nach dem Rücktritt von Indonesiens Präsident Suharto im Mai 1998 arbeitete er in Aceh für die Opfer der Kämpfe zwischen indonesischen Truppen und der Bewegung Freies Aceh (GAM). Am 19. Juli 2008 nahm er an einer Kundgebung teil, bei der er zusammen mit mehreren Dutzend anderen Menschen die in Indosienen verbotene Fahnen der Unabhängigkeitsbewegung für West-Papua hisste. Wegen dieses Ereignisses wurde er wieder festgenommen und bis Anfang 2012 inhaftiert.